# Aschistophleps
Aschistophleps is een geslacht van vlinders uit de familie van de wespvlinders (Sesiidae), onderfamilie Sesiinae.
Aschistophleps is voor het eerst wetenschappelijk beschreven door George Francis Hampson in 1893. De typesoort is Aschistophleps lampropoda.

## Soorten
Aschistophleps omvat de volgende soorten:
- Aschistophleps lampropoda Hampson, 1893
- Aschistophleps longipoda Arita & Gorbunov, 2000
- Aschistophleps metachryseis Hampson, 1895
- Aschistophleps murzini Gorbunov & Arita, 2002
- Aschistophleps xanthocrista Gorbunov & Arita, 1995